# FC Lyon Henri-Cochet HC
FC Lyon Henri-Cochet hockeyclub is een Franse hockeyclub uit Lyon.
De hockeyclub werd opgericht als aparte hockeytak uit de oude (voormalige) voetbalclub FC Lyon (1893). FC Lyon fuseerde in 1998 met TC Lyon (Tennis Club de Lyon) die stamt uit 1864. De nieuwe club ging spelen op een terrein dat Stade Henri Cochet heet, naar de oude tennisser genaamd. De club speelt in de hoogste Franse divisie en is bij zowel de heren als bij de dames meervoudig landskampioen geweest.

## Erelijst
- Frans kampioen heren : (11) 1968, 1969, 1970, 1971, 1972, 1973, 1974, 1975, 1976, 1977, 1980
- Frans kampioen dames : (7) 1938, 1947, 1949, 1951, 1952, 1954, 1958